# توکیزو تسوچیا
توکیزو تسوچیا (انگلیسی: Tokizō Tsuchiya؛ زادهٔ) تهیه‌کننده تلویزیونی، کارگردان فیلم، و تهیه‌کننده فیلم اهل ژاپن است.